# 田川伸治
田川 伸治（たがわ しんじ、1970年4月18日 - ）は広島県広島市出身のミュージシャン、ギタリストで、ロックバンドDEENの元メンバーであり平成期のDEENの中心メンバー。DEEN在席時はメンバーとして活動する一方で、THE SONIC TRICKのギタリストとしても活動していた。

## 略歴
- 1993年 - ビーイングに入社。その後、中原薫、柳原愛子、SO-FIのレコーディングに参加。
- 1994年 - 1月8日 DEEN加入。5thシングル「瞳そらさないで」でデビュー。
- 1997年 - オムニバスアルバム「Guitar Monster」収録曲「Mornin' Joy」でソロデビュー。
- 2001年 - ソロ1stアルバム「A SURVIVED SCARECROW」をリリース。
- 2004年 - ソロ2ndアルバム「GLOBAL GROOVE」をリリース。
- 2006年 - THE SONIC TRICK（ソロ）1st アルバム「SPARK」をリリース。
- 2018年 - 3月10日 DEENがデビューから丁度25年経つこの日の東京 日本武道館公演を以て24年間在籍してきたDEENを脱退。尚途中加入メンバーの中でも最も在籍期間が長かった。創設メンバーである2人の池森秀一、山根公路らと共に24年2ヶ月と長年DEENのサウンドを支え続け、LOVE FOREVERでの作曲でのヒット曲をはじめBrand New Wing、千回恋心!、ずっと伝えたかった I love youなどのシングル曲などを手がけた。脱退後はソロ活動に専念して行く。DEENでは平成最後の脱退者になった。
- 12月19日には田川伸治名義では14年ぶりのソロアルバムソロ3rdアルバムSingerをリリースが決定した。
- 2019年 - 4月から東名阪でアルバムSingerのアルバムツアーを行った。
- 2020年 1年ぶりにニューアルバムを4月15日にリリース予定し東名阪ライブも行う予定だったが新型コロナウイルス感染拡大の影響でライブが2021年に延期されることが決定した。
- 2023年現在、グッデイ事務所を退所し独立し自主レーベルからニューアルバムを発売し全国ツアーを行った。

## 人物
- 愛称は「巨匠」「田川さん」「田川君」「伸治君」などで、池森の「秀ちゃん」、山根の「公ちゃん」に合わせて「伸ちゃん」とも。以前は「ポン治」と呼ばれていたことを曲の中で語っている。
- ギターを始めたのは中学時代。本来はファミコンを買う予定のお年玉だったが、ギターを買ったことがきっかけでギターに傾倒していくことになる。
- 中学卒業の頃には、既に中国地方では、かなりの実力派として名を馳せていた。本人は音楽の道を志していたようだが、両親には「人並みに就職して」と猛反対された経験を持つ。
- 中学時代は卓球部に所属し県大会も出場。
- 兄が1人いる
- デビュー前はギターの講師をしていた。
- 広島東洋カープファンでありニコ生では元広島東洋カープの達川光男のものまねもしたこともある。選手では津田恒実に憧れていた。
- シアトル・マリナーズのイチローの大ファンである。
- 宇津本加入後のDEENのメンバーの中では唯一の70年代生まれであり在籍時は最年少であった[1]。

## ディスコグラフィー

### アルバム
田川伸治
1. A SURVIVED SCARECROW (2001/06/06)
2. GLOBAL GROOVE (2004/04/28)
3. Singer（2018/12/19）
4. TWENTY TO LOVE (2020/4/15)
5. GET OVER IT (2021/3/31)
6. SYNTHETIC ANALYSIS (2021/3/31)
7. PASSIONATE LOVE (2022/4/6)
8. SIMILE (2023/3/21)

THE SONIC TRICK
1. SPARK(2006/7/26)

### オムニバスアルバム
1. Guitar Monster Vol.1 (1997/09/13) - (M-7:Mornin' Joy)

## レコーディング参加
- 栗林誠一郎

「永遠をあずけてくれ(DEENのセルフカバー曲)」「遠く離れても」
「Don't You See What I Love」「Nobody Got It Rain」「Just Let Me Tell You」「Some are Saying Lies」
- SO-FI

「メとメで伝心」「もう情熱は止まらない」「「愛してる」を云わせたい」「ハートがKNOCK-OUT!」「POWER BEAT CHANNEL」「Body」「2月の雨」
- 坪倉唯子

「愛は愛で」「限りない夜の果て」「ギリ・ギリ」
- 中原薫

「街中の素敵 みんな着飾って」「見つめあう瞳があるから」「ひとつになりたい」
- 望月衛介

「Always love you」「Lady in the twilight」
- 柳原愛子

「Rainy Day」「新しい道を探して」
- 中谷美紀

「あなたがわからない」「好きになりすぎていた」